# Psychoda uniformata
Psychoda uniformata är en tvåvingeart som beskrevs av John D. Haseman 1907. Psychoda uniformata ingår i släktet Psychoda och familjen fjärilsmyggor. Inga underarter finns listade i Catalogue of Life.